# Dirka po Sloveniji 2021
Dirka po Sloveniji 2021 je bila sedemindvajseta izvedba Dirke po Sloveniji. To je bila etapna dirka UCI Europe Tour in ProSeries, ki je potekala od 9. do 13. junija 2021, v skupni dolžini 803,7 kilometra.
Dirko je zmagal Tadej Pogačar, drugi je bil Diego Ulissi, tretji pa Matteo Sobrero.
Nosilci preostalih majic so bili: Matej Mohorič najboljši po točkah (rdeča), Tadej Pogačar tudi na gorskih ciljih (modra), Kristjan Hočevar najboljši mladi kolesar (bela) in ekipno UAE Team Emirates.
Dirka je sicer že leta 2020 napredovala iz 2.HC v drugi svetovni kolesarski razred tekmovanja, novo ustanovljeno tekmovanje UCI ProSeries (takoj za svetovno kolesarsko serijo UCI World Tour), a je takrat zaradi koronavirusa odpadla. Tako je leta 2021 bila prvič tudi uradno izpeljana v tej seriji. Hkrati je v letih 2020 in 2021 istočasno štela tudi kot dirka po okriljem UCI Europe Tour.

## Ekipe
Dirko je začelo 139 kolesarjev iz 20 ekip, od tega jo je končalo 117 kolesarjev.

### UCI WorldTeams
- Astana–Premier Tech
- Team Bahrain Victorious
- Team BikeExchange
- UAE Team Emirates

### UCI ProTeams
- Androni Giocattoli–Sidermec
- Bardiani–CSF–Faizanè
- Bingoal Pauwels Sauces WB
- Caja Rural–Seguros RGA
- Equipo Kern Pharma
- Euskaltel–Euskadi
- Gazprom–RusVelo
- Uno-X Pro Cycling Team

- Adria Mobil
- Canyon dhb SunGod
- Dukla Banská Bystrica
- HRE Mazowsze Serce Polski
- Ljubljana Gusto Santic
- Ribble Weldtite
- Team ColoQuick

### Državna reprezentanca
- Slovenija

## Trasa in etape
| Etapa  | Datum     | Trasa                    | Dolžina  | Disciplina | Disciplina      | Zmagovalec     |
| ------ | --------- | ------------------------ | -------- | ---------- | --------------- | -------------- |
| 1      | 9. junij  | Ptuj – Rogaška Slatina   | 151,5 km |            | ravninska etapa | Phil Bauhaus   |
| 2      | 10. junij | Žalec – Celje            | 147 km   |            | razgibana etapa | Tadej Pogačar  |
| 3      | 11. junij | Brežice – Krško          | 165,8 km |            | razgibana etapa | Jon Aberasturi |
| 4      | 12. junij | Ajdovščina – Nova Gorica | 164,1 km |            | gorska etapa    | Diego Ulissi   |
| 5      | 13. junij | Ljubljana – Novo mesto   | 175,3 km |            | ravninska etapa | Phil Bauhaus   |
| Skupaj | Skupaj    | 803,7 km                 | 803,7 km | 803,7 km   | 803,7 km        | 803,7 km       |

### Etapa 1
9. junij 2021 – 151,5 km
| Mesto                       | Kolesar                 | Ekipa                       | Čas        |
| --------------------------- | ----------------------- | --------------------------- | ---------- |
| Uradni rezultati            |                         |                             |            |
| 1.                          | Phil Bauhaus            | Team Bahrain Victorious     | 3h 33' 45" |
| 2.                          | Jon Aberasturi          | Caja Rural–Seguros RGA      | + 0"       |
| 3.                          | Rui Oliveira            | UAE Team Emirates           | + 0"       |
| 4.                          | Stanisław Aniołkowski   | Bingoal Pauwels Sauces WB   | + 0"       |
| 5.                          | Matteo Malucelli        | Androni Giocattoli–Sidermec | + 0"       |
| 6.                          | Alex Edmondson          | Team BikeExchange           | + 0"       |
| 7.                          | Alan Banaszek           | HRE Mazowsze Serce Polski   | + 0"       |
| 8.                          | Ryan Christensen        | Canyon dhb SunGod           | + 0"       |
| 9.                          | Matthew Bostock         | Canyon dhb SunGod           | + 0"       |
| 10.                         | Mikel Alonso            | Euskaltel–Euskadi           | + 0"       |
| Skupni seštevek po 1. etapi |                         |                             |            |
| 1.                          | Phil Bauhaus            | Team Bahrain Victorious     | 3h 33' 35" |
| 2.                          | Jon Aberasturi          | Caja Rural–Seguros RGA      | + 4"       |
| 3.                          | Rui Oliveira            | UAE Team Emirates           | + 6"       |
| 4.                          | Daniel Hoelgaard        | Uno-X Pro Cycling Team      | + 7"       |
| 5.                          | Jonas Iversby Hvideberg | Uno-X Pro Cycling Team      | + 7"       |
| 6.                          | Matthew Bostock         | Canyon dhb SunGod           | + 8"       |
| 7.                          | Diego Ulissi            | UAE Team Emirates           | + 9"       |
| 8.                          | Stanisław Aniołkowski   | Bingoal Pauwels Sauces WB   | + 10"      |
| 9.                          | Matteo Malucelli        | Androni Giocattoli–Sidermec | + 10"      |
| 10.                         | Alex Edmondson          | Team BikeExchange           | + 10"      |

### Etapa 2
10. junij 2021 – 147 km
| Mesto                       | Kolesar          | Ekipa                   | Čas        |
| --------------------------- | ---------------- | ----------------------- | ---------- |
| Uradni rezultati            |                  |                         |            |
| 1.                          | Tadej Pogačar    | UAE Team Emirates       | 3h 32' 03" |
| 2.                          | Matej Mohorič    | Team Bahrain Victorious | + 1' 22"   |
| 3.                          | Diego Ulissi     | UAE Team Emirates       | + 1' 22"   |
| 4.                          | Matteo Sobrero   | Astana–Premier Tech     | + 1' 22"   |
| 5.                          | Tanel Kangert    | Team BikeExchange       | + 1' 25"   |
| 6.                          | James Shaw       | Ribble Weldtite         | + 1' 25"   |
| 7.                          | Rafał Majka      | UAE Team Emirates       | + 1' 25"   |
| 8.                          | Giovanni Carboni | Bardiani–CSF–Faizanè    | + 1' 25"   |
| 9.                          | Jonathan Lastra  | Caja Rural–Seguros RGA  | + 1' 25"   |
| 10.                         | Jan Polanc       | UAE Team Emirates       | + 1' 30"   |
| Skupni seštevek po 2. etapi |                  |                         |            |
| 1.                          | Tadej Pogačar    | UAE Team Emirates       | 7h 05' 37" |
| 2.                          | Matej Mohorič    | Team Bahrain Victorious | + 1' 25"   |
| 3.                          | Diego Ulissi     | UAE Team Emirates       | + 1' 28"   |
| 4.                          | Matteo Sobrero   | Astana–Premier Tech     | + 1' 33"   |
| 5.                          | Giovanni Carboni | Bardiani–CSF–Faizanè    | + 1' 36"   |
| 6.                          | Jonathan Lastra  | Caja Rural–Seguros RGA  | + 1' 36"   |
| 7.                          | James Shaw       | Ribble Weldtite         | + 1' 36"   |
| 8.                          | Rafał Majka      | UAE Team Emirates       | + 1' 36"   |
| 9.                          | Tanel Kangert    | Team BikeExchange       | + 1' 36"   |
| 10.                         | Jan Polanc       | UAE Team Emirates       | + 1' 41"   |

### Etapa 3
11. junij 2021 – 165,8 km
| Mesto                       | Kolesar          | Ekipa                       | Čas         |
| --------------------------- | ---------------- | --------------------------- | ----------- |
| Uradni rezultati            |                  |                             |             |
| 1.                          | Jon Aberasturi   | Caja Rural–Seguros RGA      | 3h 50' 26"  |
| 2.                          | Matej Mohorič    | Team Bahrain Victorious     | + 0"        |
| 3.                          | Matteo Trentin   | UAE Team Emirates           | + 0"        |
| 4.                          | Rémy Mertz       | Bingoal Pauwels Sauces WB   | + 0"        |
| 5.                          | Jeppe Pallesen   | Team ColoQuick              | + 0"        |
| 6.                          | James Shaw       | Ribble Weldtite             | + 0"        |
| 7.                          | Daniel Muñoz     | Androni Giocattoli–Sidermec | + 0"        |
| 8.                          | Giovanni Carboni | Bardiani–CSF–Faizanè        | + 0"        |
| 9.                          | Dimitrij Strahov | Gazprom–RusVelo             | + 0"        |
| 10.                         | Javier Romo      | Astana–Premier Tech         | + 0"        |
| Skupni seštevek po 3. etapi |                  |                             |             |
| 1.                          | Tadej Pogačar    | UAE Team Emirates           | 10h 56' 03" |
| 2.                          | Matej Mohorič    | Team Bahrain Victorious     | + 1' 15"    |
| 3.                          | Diego Ulissi     | UAE Team Emirates           | + 1' 26"    |
| 4.                          | Matteo Sobrero   | Astana–Premier Tech         | + 1' 33"    |
| 5.                          | James Shaw       | Ribble Weldtite             | + 1' 36"    |
| 6.                          | Giovanni Carboni | Bardiani–CSF–Faizanè        | + 1' 36"    |
| 7.                          | Jonathan Lastra  | Caja Rural–Seguros RGA      | + 1' 36"    |
| 8.                          | Rafał Majka      | UAE Team Emirates           | + 1' 36"    |
| 9.                          | Tanel Kangert    | Team BikeExchange           | + 1' 36"    |
| 10.                         | Jan Polanc       | UAE Team Emirates           | + 1' 41"    |

### Etapa 4
12. junij 2021 – 164,1 km
| Mesto                       | Kolesar          | Ekipa                   | Čas         |
| --------------------------- | ---------------- | ----------------------- | ----------- |
| Uradni rezultati            |                  |                         |             |
| 1.                          | Diego Ulissi     | UAE Team Emirates       | 4h 15' 28"  |
| 2.                          | Tadej Pogačar    | UAE Team Emirates       | + 1"        |
| 3.                          | Matteo Sobrero   | Astana–Premier Tech     | + 1"        |
| 4.                          | Rafał Majka      | UAE Team Emirates       | + 27"       |
| 5.                          | James Shaw       | Ribble Weldtite         | + 48"       |
| 6.                          | Tanel Kangert    | Team BikeExchange       | + 53"       |
| 7.                          | Giovanni Carboni | Bardiani–CSF–Faizanè    | + 1' 05"    |
| 8.                          | Matej Mohorič    | Team Bahrain Victorious | + 1' 19"    |
| 9.                          | Javier Romo      | Astana–Premier Tech     | + 1' 28"    |
| 10.                         | Jan Polanc       | UAE Team Emirates       | + 1' 35"    |
| Skupni seštevek po 4. etapi |                  |                         |             |
| 1.                          | Tadej Pogačar    | UAE Team Emirates       | 15h 11' 26" |
| 2.                          | Diego Ulissi     | UAE Team Emirates       | + 1' 21"    |
| 3.                          | Matteo Sobrero   | Astana–Premier Tech     | + 1' 35"    |
| 4.                          | Rafał Majka      | UAE Team Emirates       | + 2' 08"    |
| 5.                          | James Shaw       | Ribble Weldtite         | + 2' 29"    |
| 6.                          | Tanel Kangert    | Team BikeExchange       | + 2' 34"    |
| 7.                          | Matej Mohorič    | Team Bahrain Victorious | + 2' 39"    |
| 8.                          | Giovanni Carboni | Bardiani–CSF–Faizanè    | + 2' 46"    |
| 9.                          | Jan Polanc       | UAE Team Emirates       | + 3' 21"    |
| 10.                         | Jonathan Lastra  | Caja Rural–Seguros RGA  | + 4' 45"    |

### Etapa 5
13. junij 2021 – 175,3 km
| Mesto            | Kolesar           | Ekipa                     | Čas        |
| ---------------- | ----------------- | ------------------------- | ---------- |
| Uradni rezultati |                   |                           |            |
| 1.               | Phil Bauhaus      | Team Bahrain Victorious   | 4h 12' 05" |
| 2.               | Alex Edmondson    | Team BikeExchange         | + 0"       |
| 3.               | Heinrich Haussler | Team Bahrain Victorious   | + 0"       |
| 4.               | Matteo Trentin    | UAE Team Emirates         | + 0"       |
| 5.               | Jon Aberasturi    | Caja Rural–Seguros RGA    | + 0"       |
| 6.               | Enrique Sanz      | Equipo Kern Pharma        | + 0"       |
| 7.               | Matthew Gibson    | Ribble Weldtite           | + 0"       |
| 8.               | Rui Oliveira      | UAE Team Emirates         | + 0"       |
| 9.               | Alan Banaszek     | HRE Mazowsze Serce Polski | + 0"       |
| 10.              | Matteo Sobrero    | Astana–Premier Tech       | + 0"       |

## Razvrstitev vodilnih
| Etapa          | Zmagovalec     | Skupno        | Po točkah     | Gorski cilji       | Mladi kolesarji         | Ekipno                  |
| -------------- | -------------- | ------------- | ------------- | ------------------ | ----------------------- | ----------------------- |
| 1              | Phil Bauhaus   | Phil Bauhaus  | Phil Bauhaus  | Mathijs Paasschens | Jonas Iversby Hvideberg | Team Bahrain Victorious |
| 2              | Tadej Pogačar  | Tadej Pogačar | Phil Bauhaus  | Tadej Pogačar      | Kristjan Hočevar        | UAE Team Emirates       |
| 3              | Jon Aberasturi | Tadej Pogačar | Matej Mohorič | Kenny Molly        | Kristjan Hočevar        | UAE Team Emirates       |
| 4              | Diego Ulissi   | Tadej Pogačar | Matej Mohorič | Tadej Pogačar      | Kristjan Hočevar        | UAE Team Emirates       |
| 5              | Phil Bauhaus   | Tadej Pogačar | Matej Mohorič | Tadej Pogačar      | Kristjan Hočevar        | UAE Team Emirates       |
| Končni nosilci | Končni nosilci | Tadej Pogačar | Matej Mohorič | Tadej Pogačar      | Kristjan Hočevar        | UAE Team Emirates       |

## Končna razvrstitev
| Legenda | Legenda                      | Legenda | Legenda                          |
| ------- | ---------------------------- | ------- | -------------------------------- |
|         | Zmagovalec skupnega seštevka |         | Zmagovalec gorskih ciljev        |
|         | Zmagovalec po točkah         |         | Zmagovalec med mladimi kolesarji |

### Skupno
| Mesto | Kolesar          | Ekipa                   | Čas         |
| ----- | ---------------- | ----------------------- | ----------- |
| 1.    | Tadej Pogačar    | UAE Team Emirates       | 19h 23' 31" |
| 2.    | Diego Ulissi     | UAE Team Emirates       | + 1' 21"    |
| 3.    | Matteo Sobrero   | Astana–Premier Tech     | + 1' 35"    |
| 4.    | Rafał Majka      | UAE Team Emirates       | + 2' 08"    |
| 5.    | James Shaw       | Ribble Weldtite         | + 2' 29"    |
| 6.    | Tanel Kangert    | Team BikeExchange       | + 2' 34"    |
| 7.    | Matej Mohorič    | Team Bahrain Victorious | + 2' 39"    |
| 8.    | Giovanni Carboni | Bardiani–CSF–Faizanè    | + 2' 46"    |
| 9.    | Jan Polanc       | UAE Team Emirates       | + 3' 21"    |
| 10.   | Jonathan Lastra  | Caja Rural–Seguros RGA  | + 4' 45"    |

### Po točkah
| Mesto | Kolesar          | Ekipa                   | Točke |
| ----- | ---------------- | ----------------------- | ----- |
| 1.    | Matej Mohorič    | Team Bahrain Victorious | 58    |
| 2.    | Jon Aberasturi   | Caja Rural–Seguros RGA  | 57    |
| 3.    | Phil Bauhaus     | Team Bahrain Victorious | 53    |
| 4.    | Tadej Pogačar    | UAE Team Emirates       | 46    |
| 5.    | Diego Ulissi     | UAE Team Emirates       | 45    |
| 6.    | Matteo Sobrero   | Astana–Premier Tech     | 37    |
| 7.    | James Shaw       | Ribble Weldtite         | 32    |
| 8.    | Alex Edmondson   | Team BikeExchange       | 30    |
| 9.    | Matteo Trentin   | UAE Team Emirates       | 30    |
| 10.   | Giovanni Carboni | Bardiani–CSF–Faizanè    | 25    |

### Gorski cilji
| Mesto | Kolesar         | Ekipa                       | Točke |
| ----- | --------------- | --------------------------- | ----- |
| 1.    | Tadej Pogačar   | UAE Team Emirates           | 16    |
| 2.    | Rafał Majka     | UAE Team Emirates           | 13    |
| 3.    | Diego Ulissi    | UAE Team Emirates           | 12    |
| 4.    | Adam Stachowiak | HRE Mazowsze Serce Polski   | 11    |
| 5.    | Matteo Sobrero  | Astana–Premier Tech         | 10    |
| 6.    | Kenny Molly     | Bingoal Pauwels Sauces WB   | 9     |
| 7.    | Robert Scott    | Canyon dhb SunGod           | 7     |
| 8.    | Jan Polanc      | UAE Team Emirates           | 6     |
| 9.    | Jacob Scott     | Canyon dhb SunGod           | 5     |
| 10.   | Josip Rumac     | Androni Giocattoli–Sidermec | 5     |

### Mladi kolesarji
| Mesto | Kolesar                 | Ekipa                     | Čas         |
| ----- | ----------------------- | ------------------------- | ----------- |
| 1.    | Kristjan Hočevar        | Adria Mobil               | 19h 30' 35" |
| 2.    | Javier Romo             | Astana–Premier Tech       | + 2' 34"    |
| 3.    | Raúl García Pierna      | Equipo Kern Pharma        | + 8' 13"    |
| 4.    | Danny van der Tuuk      | Equipo Kern Pharma        | + 8' 16"    |
| 5.    | Gal Glivar              | Adria Mobil               | + 11' 19"   |
| 6.    | Anže Skok               | Ljubljana Gusto Santic    | + 16' 34"   |
| 7.    | William Levy            | Team ColoQuick            | + 17' 26"   |
| 8.    | Tom Paquot              | Bingoal Pauwels Sauces WB | + 21' 40"   |
| 9.    | Thomas Mein             | Canyon dhb SunGod         | + 21' 44"   |
| 10.   | Jonas Iversby Hvideberg | Uno-X Pro Cycling Team    | + 28' 07"   |

### Ekipno
| Mesto | Ekipa                       | Čas         |
| ----- | --------------------------- | ----------- |
| 1.    | UAE Team Emirates           | 58h 14' 36" |
| 2.    | Gazprom–RusVelo             | + 15' 26"   |
| 3.    | Astana–Premier Tech         | + 15' 34"   |
| 4.    | Team BikeExchange           | + 17' 06"   |
| 5.    | Bardiani–CSF–Faizanè        | + 18' 03"   |
| 6.    | Androni Giocattoli–Sidermec | + 19' 21"   |
| 7.    | Equipo Kern Pharma          | + 27' 27"   |
| 8.    | Slovenija                   | + 33' 45"   |
| 9.    | Caja Rural–Seguros RGA      | + 34' 48"   |
| 10.   | Team Bahrain Victorious     | + 34' 54"   |

## UCI točkovanje
| Uvrstitev | 1.  | 2.  | 3.  | 4.  | 5. | 6. | 7. | 8. | 9. | 10. | 11. | 12. | 13. | 14. | 15. | 16.-30. | 31.-40. |
| Skupno    | 200 | 150 | 125 | 100 | 85 | 70 | 60 | 50 | 40 | 35  | 30  | 25  | 20  | 15  | 10  | 5       | 3       |
| Etapno    | 20  | 10  | 5   |     |    |    |    |    |    |     |     |     |     |     |     |         |         |
| Vodilni   | 5   |     |     |     |    |    |    |    |    |     |     |     |     |     |     |         |         |

| Klasifikacija | Klasifikacija    | Klasifikacija           | Klasifikacija | Klasifikacija | Klasifikacija | Klasifikacija |
| Uvr.          | Kolesar          | EKipa                   | Skupno        | Etapa         | Vodilni       | Skupaj        |
| ------------- | ---------------- | ----------------------- | ------------- | ------------- | ------------- | ------------- |
| 1.            | Tadej Pogačar    | UAE Team Emirates       | 200           | 30            | 15            | 245           |
| 2.            | Diego Ulissi     | UAE Team Emirates       | 150           | 25            | -             | 175           |
| 3.            | Matteo Sobrero   | Astana–Premier Tech     | 125           | 5             | -             | 130           |
| 4.            | Rafał Majka      | UAE Team Emirates       | 100           | -             | -             | 100           |
| 5.            | James Shaw       | Ribble Weldtite         | 85            | -             | -             | 85            |
| 6.            | Matej Mohorič    | Team Bahrain Victorious | 60            | 20            | -             | 80            |
| 7.            | Tanel Kangert    | Team BikeExchange       | 70            | -             | -             | 70            |
| 8.            | Giovanni Carboni | Bardiani–CSF–Faizanè    | 50            | -             | -             | 50            |
| 9.            | Phil Bauhaus     | Team Bahrain Victorious | -             | 40            | 5             | 45            |
| 10.           | Jan Polanc       | UAE Team Emirates       | 40            | -             | -             | 40            |